# Окленд Клипперс
«Окленд Клипперс» — бывшая футбольная команда, базировавшаяся в Окленде, штат Калифорния, которая играла в непризнанной ФИФА Национальной Профессиональной Футбольной Лиге (NPSL). Их домашним стадионом был «Окленд-Аламейда Каунти Колизеум».
Клипперс выиграли первый национальный профессиональный спортивный чемпионат в истории Окленда. После сезона 1967 года они присоединились к новообразованной Североамериканской футбольной лиге (NASL), образовавшейся в результате слияния NPSL и Объединённой футбольной ассоциации (USA). С сентября 1968 по июнь 1969 года «Окленд Клипперс», играли под названием «Калифорния Клипперс», в последние годы команда имела независимый график матчей против ведущих зарубежных команд, отказавшись от участия в NASL.